# 패스트로프

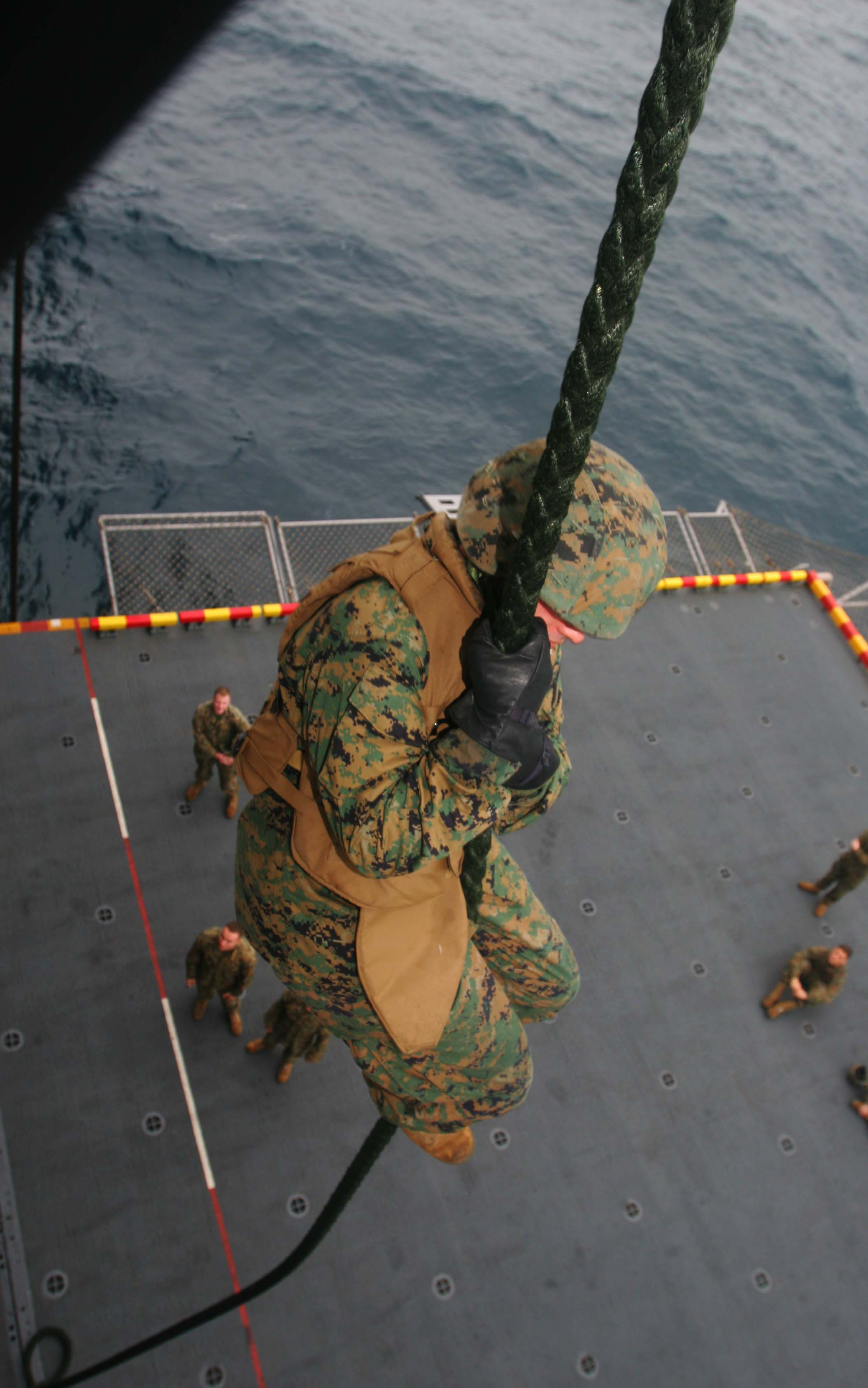
2008년 훈련 중 미 31해병원정대 해병대가 CH-46E 해기사 헬기에서 패스트로프 훈련을 하고 있다.

FRIES(Fast Rope Insertion Extraction System)라고도 불리는 패스트로프는 굵은 로프를 내려오는 훈련방식이다. 헬기 자체가 착륙할 수 없는 곳에 헬기의 병력을 배치하는 데 유용하며, 10-20m의 위치에서 빠르게 강하하는 훈련이다. 공수 부대에 소속된 군인이 공수 훈련을 수료한 후에, 분기마다 한번씩 받는 훈련이며 다양한 공수부대가 실시한다. 패스트로프 훈련은 레펠보다 빠르며, 특히 등에 무거운 짐을 운반하는 경우에는 밧줄과 연결되어 있지 않기 때문에 더욱 위험하다. 과정은 장갑을 낀 손과 발로 밧줄을 잡고 아래로 미끄러져 내려가며, 여러 사람이 같은 밧줄을 동시에 미끄러져 내려갈 수 있다.

## 역사
영국이 영국의 로프 제조업체인 Marlow Ropes와 함께 처음 개발한 고속 패스트로프 훈련은 포클랜드 전쟁 때 처음 사용되었다. 원래 밧줄은 두꺼운 나일론으로 장대처럼 사용할 수 있었다. 오늘날 사용되는 특수 로프는 꼬아져 있어 바깥쪽 둘레에 매끄럽지 않은 패턴이 나타나기 때문에 잡기 쉽다. 포클랜드 전쟁에서는 각자가 다음 사람을 위해 줄을 잡았지만, 이것은 이후 단계적으로 폐지되었다.

## 장비 및 기술

### 로프
헬리콥터의 로프가 심하게 흔들리지 않도록 일반적으로 40mm(1.57인치) 직경의 굵은 밧줄이사용되며, 어떤 유형에는 모래주머니를 달아 도움이 되도록 하는 가중 코어가 있다.

### 장갑
마찰로 발생되는 열로부터 하강하는 강하자를 보호하기 위해 방열 장갑이 필요하다. 방열 장갑은 일반적으로 하강이 완료된 후 총열을 꽉 잡을 수 있을 정도로 정교하지 않기에 특수 장갑을 개발하였다. 일반적으로는 장갑 안에 장갑을 끼는 방식으로 연습하며, 전술 장갑은 무거운 가죽 금속 작업용 장갑 안에 착용한다. 밧줄을 내려간 후, 착용자는 신속히 기동키 위해 겉장갑을 벗는다.

### 발 기술

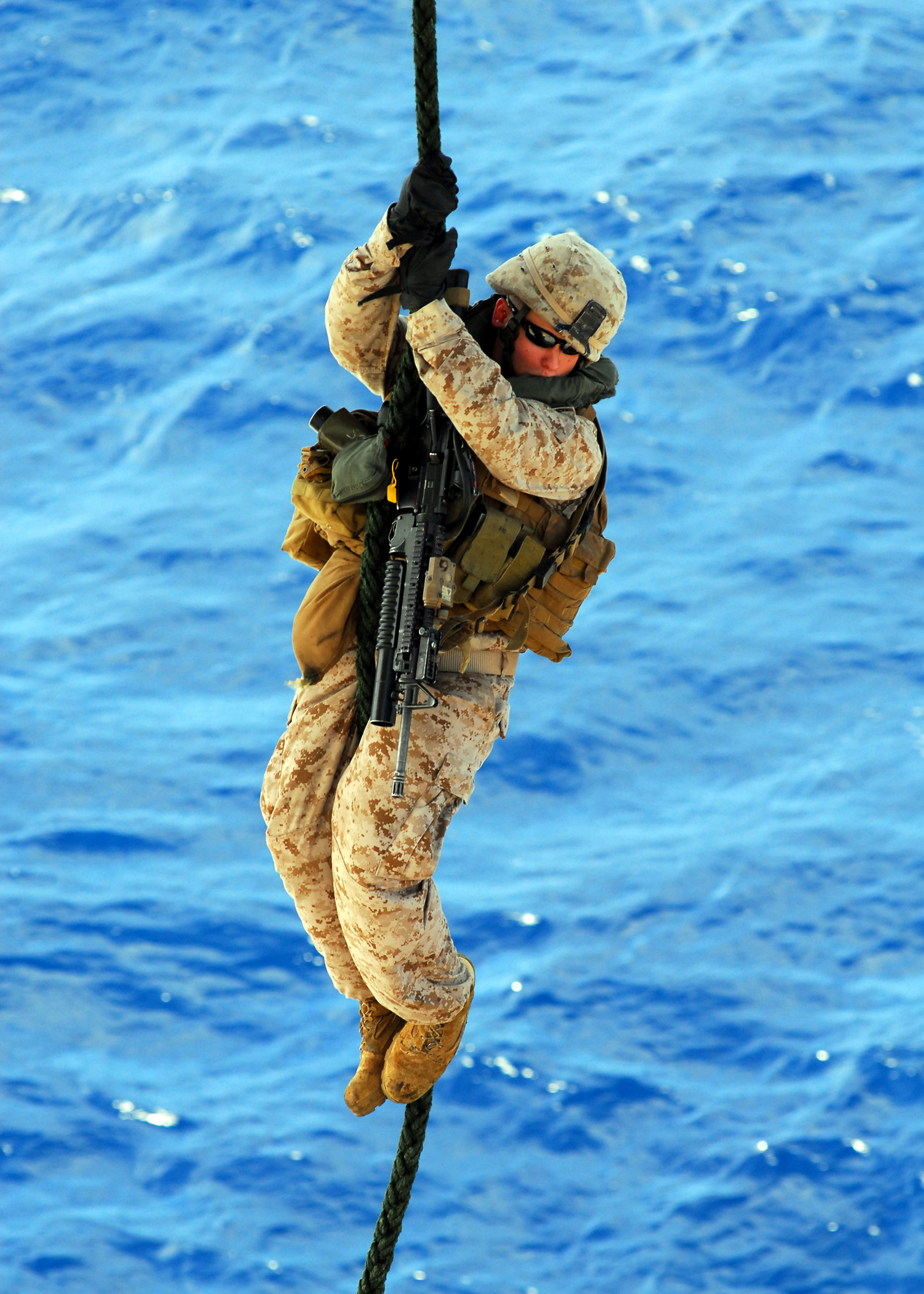
속도를 제어하기 위해 하강하면서 발을 사용하는 패스트로프 훈련자.

패스트로프 훈련을 받는 사람들은 손 외에도 다리와 발을 사용하여 하강 속도를 제어하는 훈련을 받는다. 줄에 군복이 쓸리거나 찢어지는 경우가 있기 때문에, 발을 이용해 하강속도를 제어한다. 한쪽 발을 다른쪽 발볼에 겹쳐 줄에 끼운 후 강하한다.
약 25명의 쾌속정을 배에 배치하는 데 약 30초가 소요될 수 있다.
영국군은 발을 사용하지 말 것을 권고한다. 발을 사용하는 것은 뒤따르는 요원의 하강을 더 위험하게 만들 수 있기 때문이라고 한다. 특히, 우천 시나 기상악화는 로프를 극도로 미끄럽게 만들 수 있다고 한다.

## 같이 보기
- 레펠